# NGC 4953/1
NGC 4953/1 је лентикуларна галаксија у сазвежђу Кентаур која се налази на NGC листи објеката дубоког неба.
Деклинација објекта је - 37° 35' 10" а ректасцензија 13h 6m 10,3s. Привидна величина (магнитуда) објекта NGC 4953 износи 13,2 а фотографска магнитуда 14,1. NGC 49531 је још познат и под ознакама ESO 382-8, MCG -6-29-9, VV 671, AM 1303-371, DCL 492, PGC 45349.